# Anna Boch

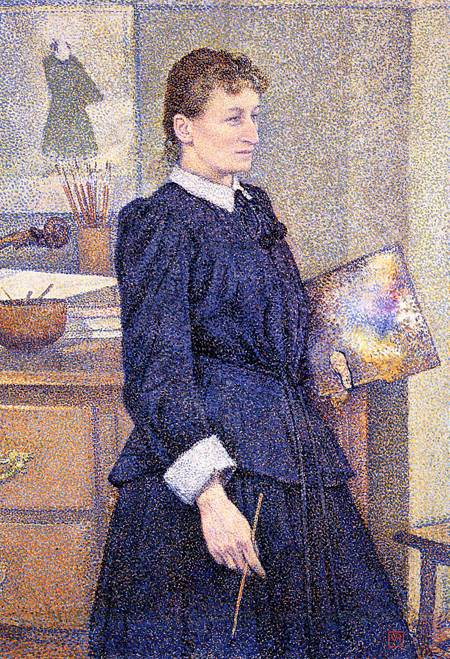
Théo van Rysselberghe: Anna Boch, 1893

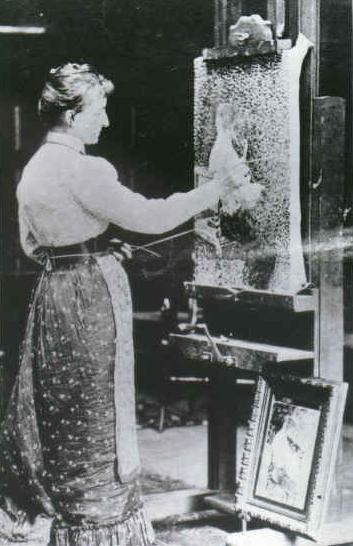
Anna Boch in ihrem Atelier, um 1890

Anna Rosalie Boch (* 10. Februar 1848 in Saint-Vaast (La Louvière); † 25. Februar 1936 in Ixelles bei Brüssel) war eine belgische Malerin des Impressionismus und Kunstmäzenin.

## Leben
Anna Boch stammte aus einer wohlhabenden Industriellenfamilie, Inhaber der Firma Villeroy & Boch. Sie war die älteste Tochter von Victor Boch und Anne-Marie-Lucie Boch. Anna ist die ältere Schwester des Malers Eugène Boch (1855–1941).
Ihre ersten Zeichenstunden erhielt sie bei dem Maler Isidore Verheyden, der ihr eindringlich zur Fortsetzung des Studiums in Paris riet. In Begleitung der Mutter ging Boch 1868 nach Paris, um sich bei Tony Robert-Fleury an der Académie Julian weiterzubilden. An der Académie zog die junge Malerin durch ihr großes zeichnerisches Talent die Aufmerksamkeit ihrer Lehrer auf sich. Um 1885 lernte sie den Maler Théo van Rysselberghe kennen. Er war Gründungsmitglied der Société des Vingt (kurz Les Vingt, deutsch Die Zwanzig), einer Vereinigung avantgardistischer Künstler, die sich für den künstlerischen Austausch zwischen Frankreich und Belgien einsetzte.
Anna Boch schuf Werke in impressionistischer, zeitweise auch in neoimpressionistischer, Manier und kaufte 1890 auf der Ausstellung der Société des Vingt, bei der auch sie selbst und ihr Bruder Eugène vertreten waren, ein in Arles gemaltes Bild Vincent van Goghs, den „Roten Weinberg“. Vermutlich tat sie dies auf Empfehlung ihres Bruders, der möglicherweise den inzwischen erkrankten van Gogh materiell und moralisch unterstützen wollte. Der Sekretär der Société des Vingt, Octave Maus, war ein Vetter der Geschwister Boch. Für Paul Gauguin organisierte Boch 1890 eine Benefizauktion. Anna Boch führte in Ixelles ein offenes Haus für progressive Künstler und besaß neben zwei Bildern van Goghs – 1891 erwarb sie ein zweites –, die sie 1907 wieder verkaufte, auch Gemälde von Gauguin, Georges Seurat, Paul Signac und von James Ensor, der in ihrem Salon verkehrte.

## Werke (Auswahl)

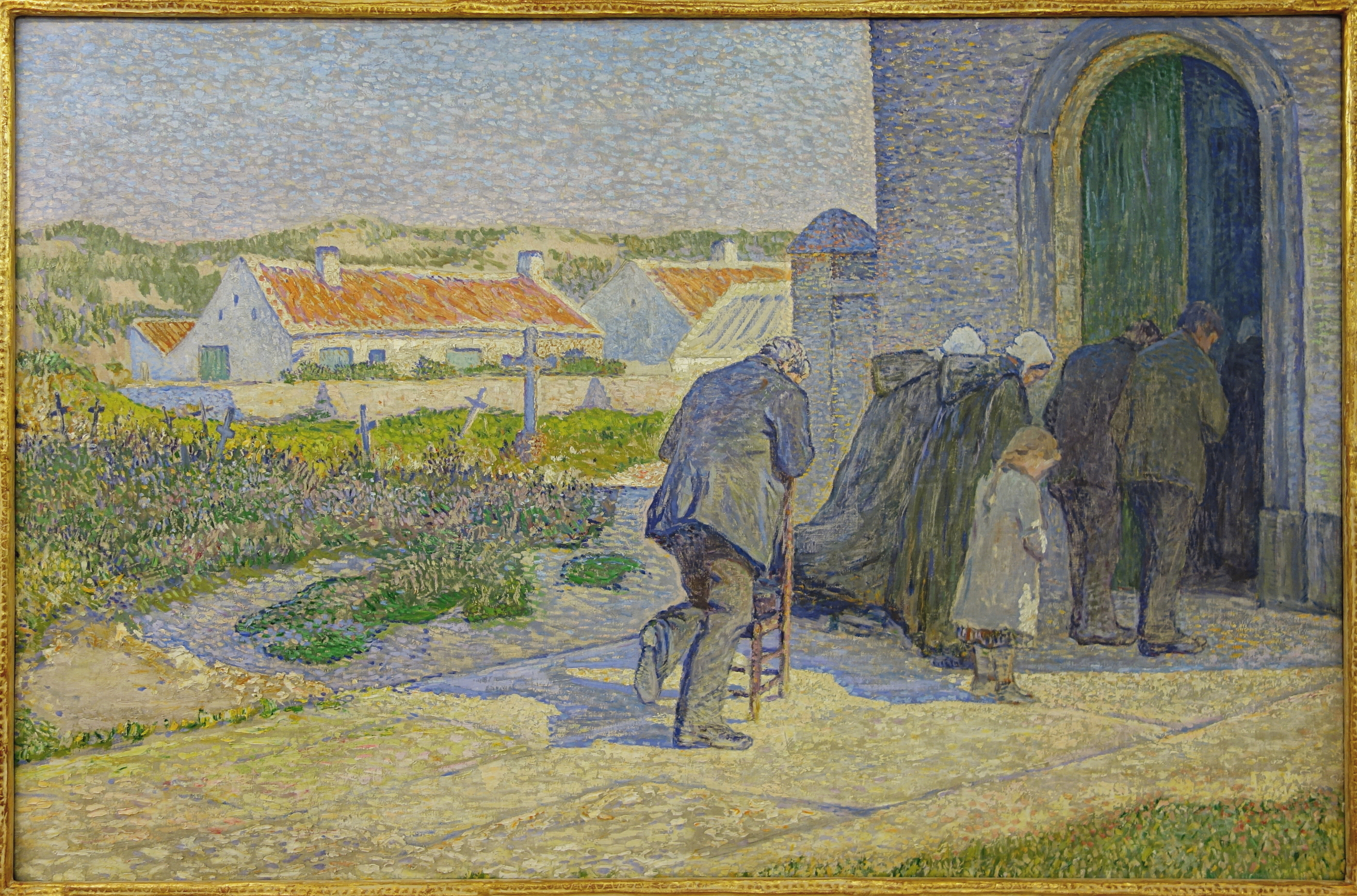
Tijdens de elevatie, Öl auf Leinwand, 1893
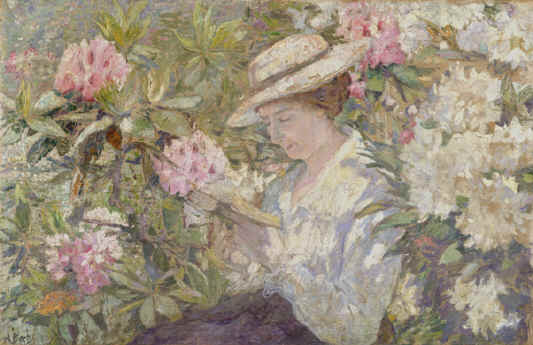
Femme lisant dans un massif de Rhododendrons, Öl auf Leinwand, um 1900
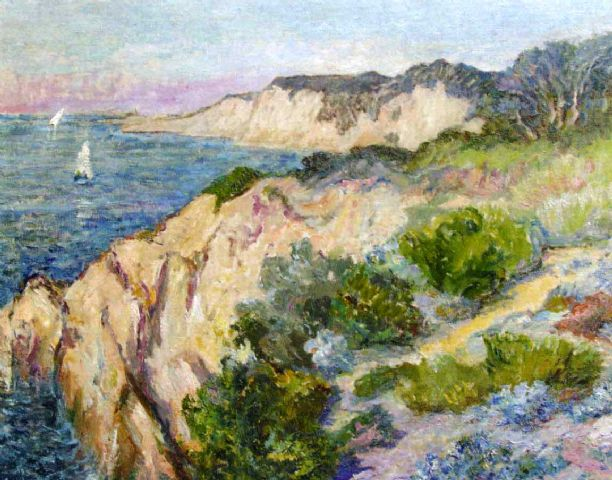
Falaise – Côte de Bretagne, Öl auf Leinwand, 1900/1902
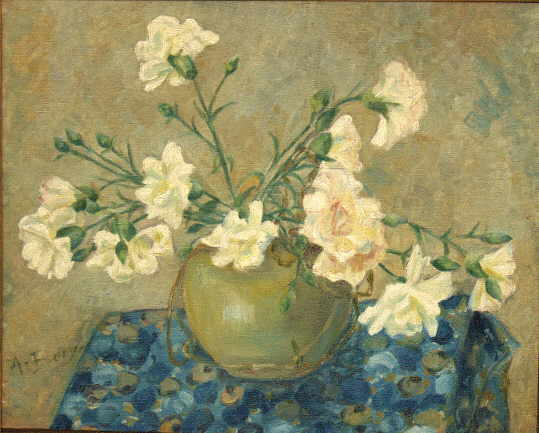
La Louvriere, Öl auf Leinwand, um 1910